# قاعدة بيانات الزواحف
قاعدة بيانات الزواحف هو موقع ويب من نوع قاعدة بيانات الأنواع العالمية ‏ وقاعدة بيانات على النت أنشئ في 1995، وهو متوفر باللغة الإنجليزية.

## وصلات خارجية
- الموقع الرسمي